# Снігоступи

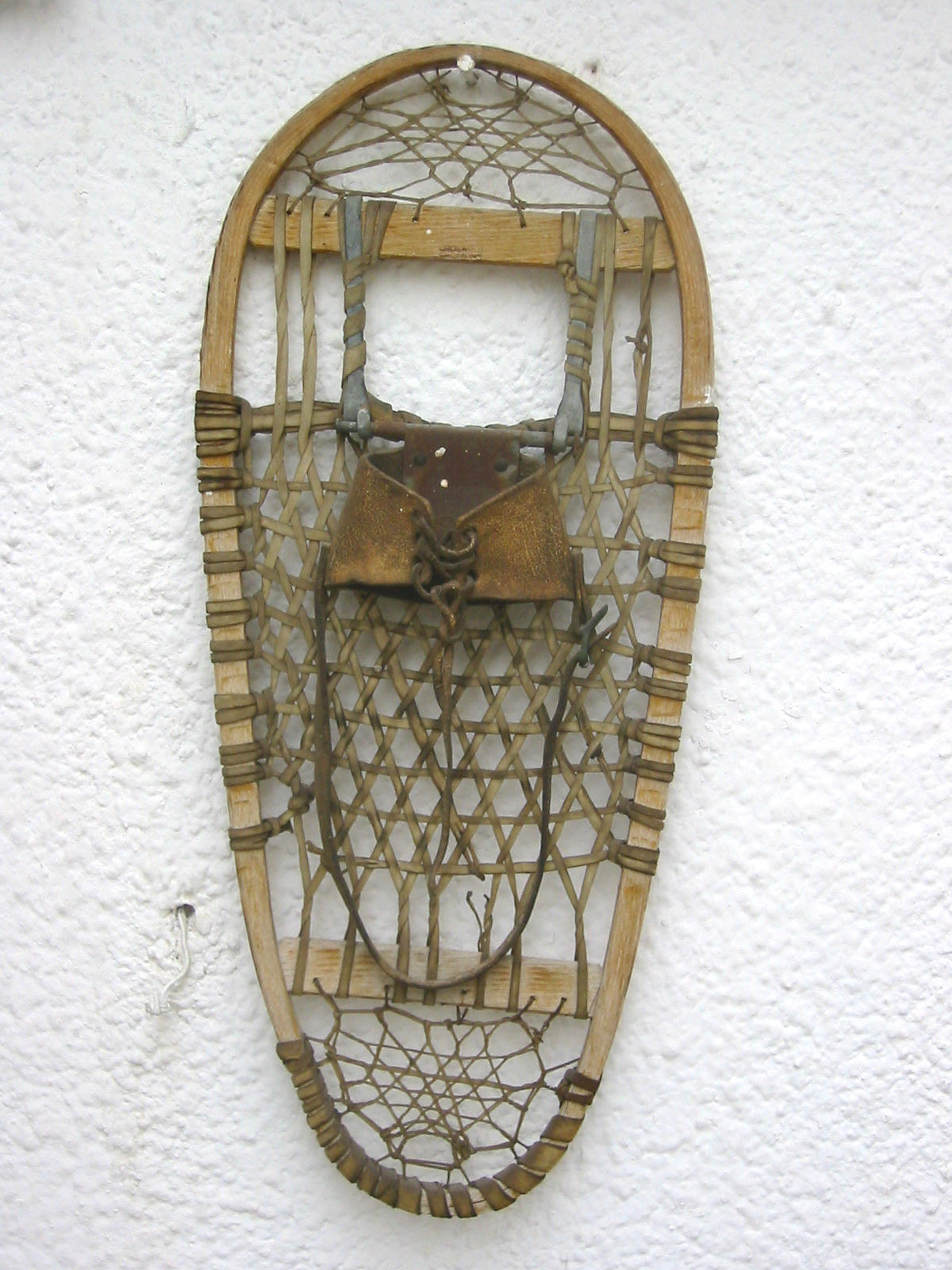
Американський снігоступ

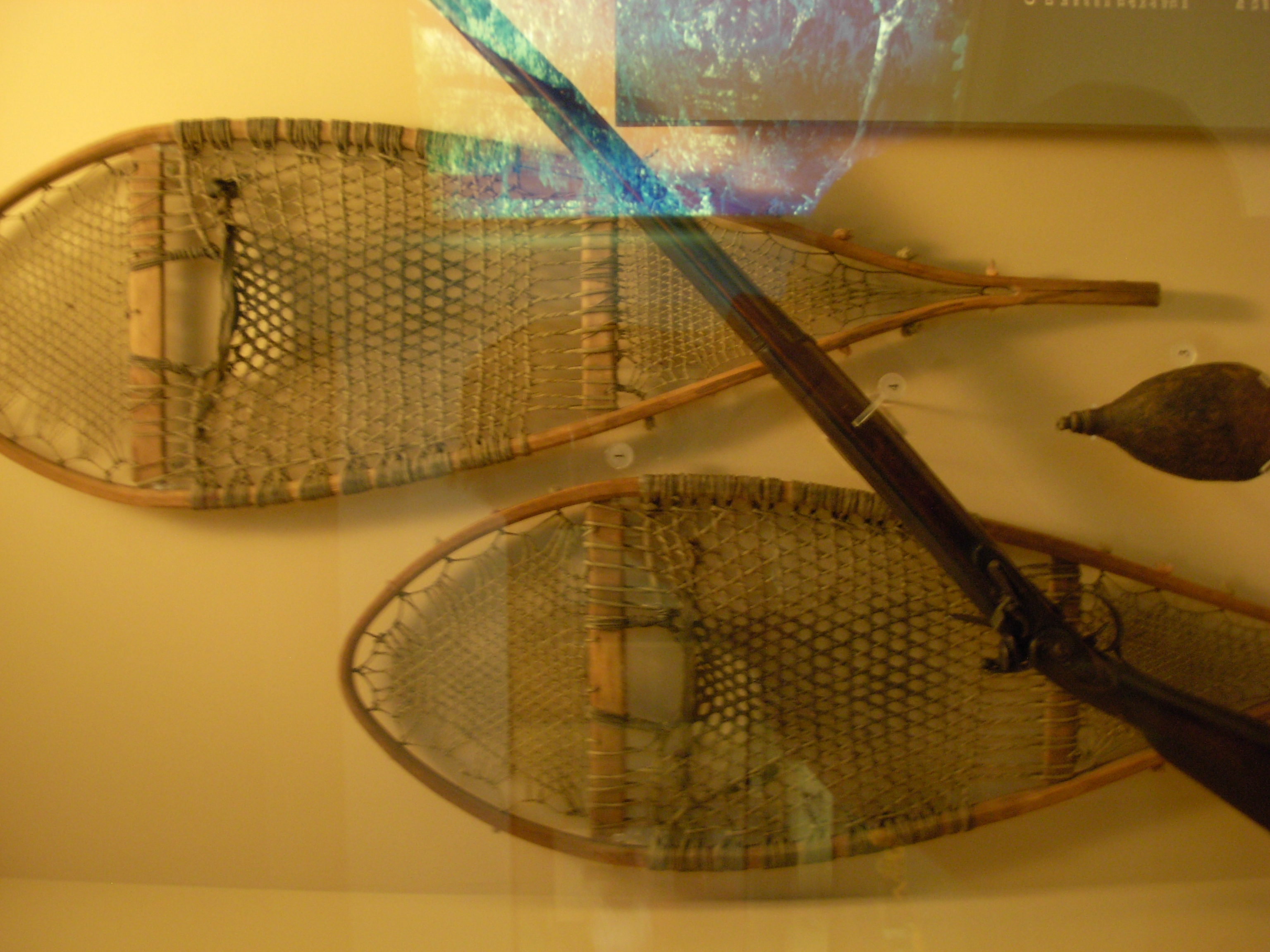
Американські снігоступи

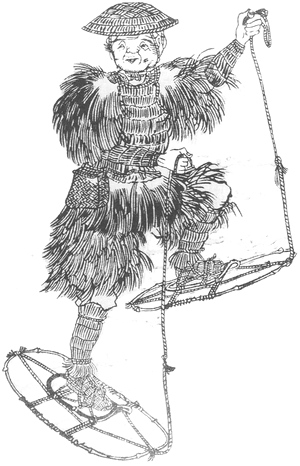
Японські снігоступи

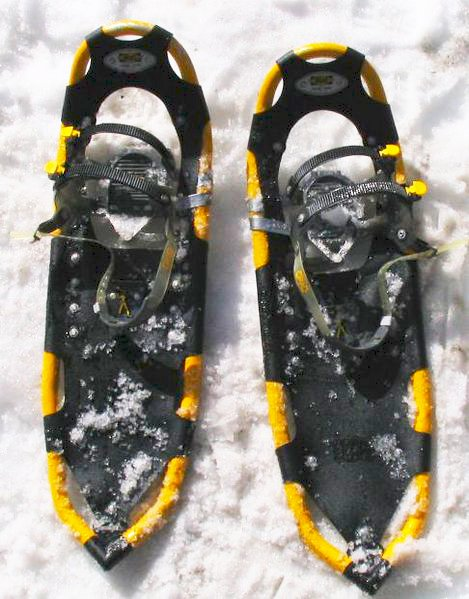
Сучасні снігоступи

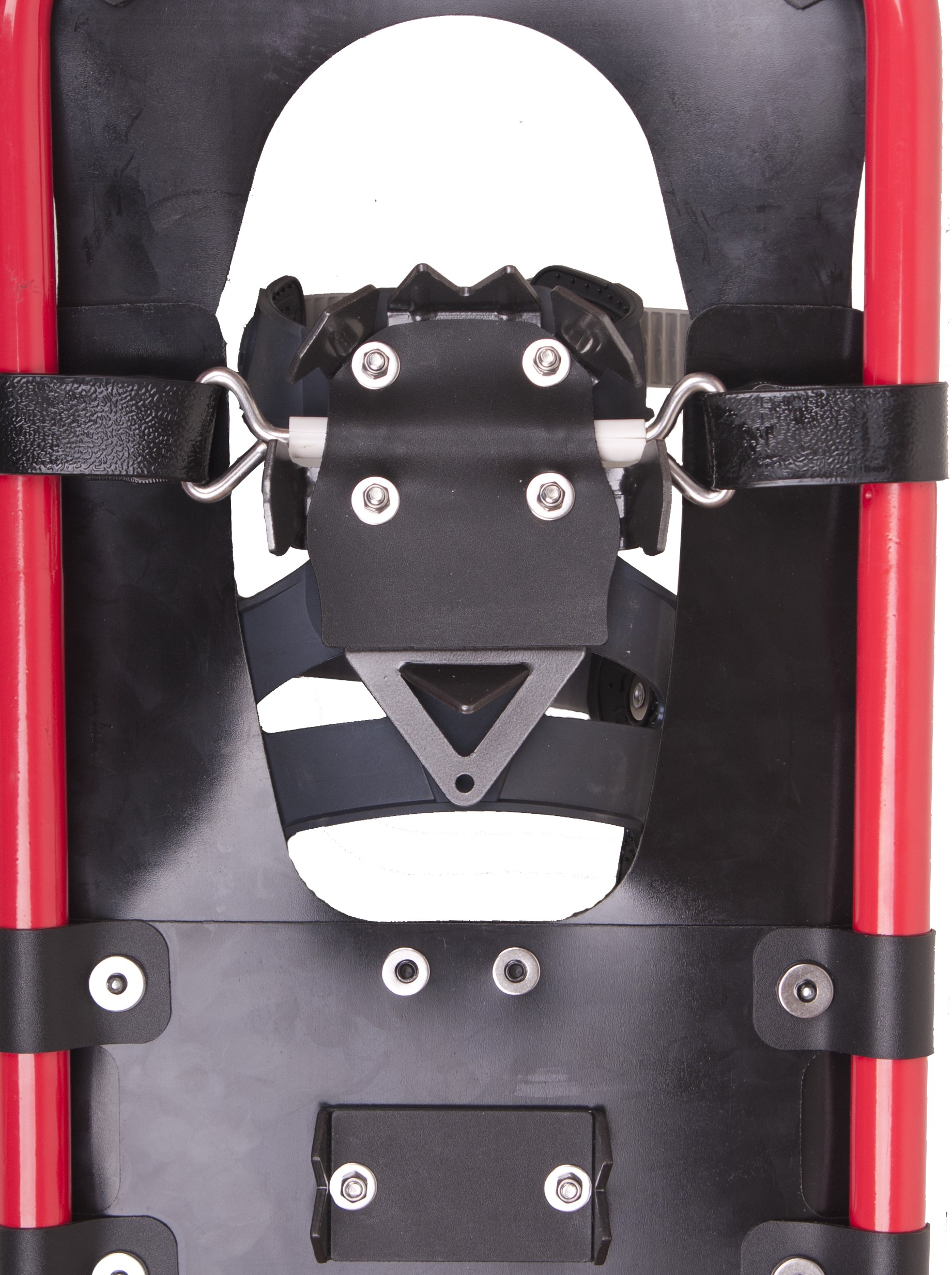
Кішки снігоступів

Снігоступи (лапки, ступні)- лижі для пересування по глибокому снігу. Найдавніше пристосування для пересування по снігу. Чим більше площа поверхні, тим менше тиск на сніг, і, відповідно, людина менше провалюється при пересуванні по сніжному настилу.
Снігоступи - як і ковзаючі лижі - люди були змушені виготовляти ще з тих часів, коли вони вперше зіткнувся з глибоким снігом. Тобто в палеоліті. В Старому Світі снігоступи використовувалися, але були менш поширені, ніж ковзні лижі. Зате в Північній Америці до приходу європейців індійці і ескімоси використовували тільки їх (лижі-ракетки, канадські лижі, індіанські лижі). Найбільш прості снігоступи предствляють собою плоскі дощечки, прив'язані до ніг. Такі використали грузини, казахи та ін. Ця конструкція має ряд недоліків. Пряма пластина легко йде в пухкий сніг на всю його глибину, якщо була поставлена на сніг під деяким кутом. Налипання вологого снігу також є вадою таких снігоступів (від цього може врятувати покриття поверхні жиром тощо).
У болотистих місцевостях Росії використовуються так звані «ведмежі лапи» - плетені з лозин верби овальні решітки. Влітку в них можна ходити по болотах, а взимку - по снігу.
Частіше снігоступи виготовляють у вигляді дерев'яної або кістяної рамки з сіткою, утвореної ремінцями з сиром'ятної або сирої шкіри, сухожиллями або мотузками. Народи півночі Азії (чукчі, коряки, ітельмени) використовували рамку або овальної форми, або з двома кінцями (якщо вона складалася з двох планок). Чукчі їх називали «воронячі лапки». Цю ж назву запозичили і росіяни-камчадали.
В Америці рамки снігоступів у різних племен мають свою форму. Вона може бути овальної, з двома кінцями або нагадувати тенісну ракетку. А також бути більш або менш широкою або витягнутою. Зазвичай, рамка має дві розпірки. Рідко більше. У маленьких округлих снігоступів взагалі немає розпірок. Американські снігоступи відрізняються і тим, що мають у сітці отвір, куди опускається носок стопи при ходьбі. П'ятка, природно, має можливість підніматися.
Сітка - найважливіший елемент в снігоступах. Завдяки їй вони не ковзають і тому не йдуть під кутом в глибокий сніг. Це дозволяє підніматися або спускатися на них по сніжних схилах. Підйом по схилах полегшує і виступаючий носок ступні. Також на снігоступи не налипає сніг, який постійно струшується з коливної сітки. Причому для липкого снігу і ходьби по схилах більше підходить рідке плетіння сітки.
Закріплюються снігоступи на ногах за допомогою шкіряних ремінців і петель. Для цього існують різноманітні прийоми прив'язування. При «норвезькому» способі п'ята закріплена нерухомо, що не дуже зручно. Особливо на схилах. Чукотський і індіанський способи передбачають підйом п'яти. І чукотський, і деякі північноамериканські способи кріплення дозволяють дуже швидко закріплювати і скидати лижі поворотом ступні.

## Конструкція сучасних снігоступів
Дека - ключовий елемент снігоступів. Основна функція якої - полегшити пересування людини по пухкому снігу, тобто не дозволити йому провалюватися в сніг. Деки бувають двох видів:
- жорстка пластикова дека. Снігоступи з такою декою застосовуються в районах, де зустрічається не тільки пухкий сніг, але також фірн і лід - в горах, на замерзлих водоймах;
- алюмінієва рама. Снігоступи з такою декою застосовуються там, де сніг залишається майже завжди м'який - в лісі.

Кріплення - призначені для фіксації ноги на деці. По виду застосовуваного взуття кріплення можна розділити на два види:
- для черевиків з рантом;
- для будь-якого виду взуття.

Кішки - встановлюються для полегшення підйому по схилу з жорстким снігом. В основному кішки застосовуються на снігоступах з жорсткою пластиковою декою і використовуються для пересування по горах, а також для сноубординга фрірайда. У деяких випадках застосовуються як альпіністські кішки.
Розмір підбирається виходячи з ваги і ергономічних особливостей людини. У середньому снігоступи мають розміри: ширина 20-23 см і по довжині 52-95 см.